# Unexpected
Unexpected ist das Debütalbum der deutschen Pop-Sängerin Sandy Mölling. Es wurde am 13. September 2004 von Cheyenne Records im deutschsprachigen Raum veröffentlicht.

## Titelliste
| Nr. | Titel                                                                                               | Dauer |
| --- | --------------------------------------------------------------------------------------------------- | ----- |
| 1.  | Unexpected Text: P. Martin, S. Lee, T. Harris Musik: Pete Martin                                    | 3:39  |
| 2.  | Say It Again Text: J. Perrson, N. Molinder, P. Ankarberg, M. Morgan Musik: Twin                     | 4:04  |
| 3.  | Unnatural Blonde Text: J. Perrson, N. Molinder, P. Ankarberg, C. Dore, M. Morgan Musik: Twin        | 3:09  |
| 4.  | Little Johnny Text: C. Karlsson, P. Tucker, J. Schella, St. Gian, J. Aiello Musik: Mute8            | 4:05  |
| 5.  | Tell Me Text: J. Perrson, N. Molinder, P. Ankarberg Musik: S. Kula                                  | 3:49  |
| 6.  | You & I Text: P. Cepeda, E. Olsson, J. Olsson Musik: Mute8                                          | 4:05  |
| 7.  | Sorry, You’ve Got the Wrong Girl Text: J. Persson, N. Molinder, P. Ankarberg, M. Morgan Musik: Twin | 2:50  |
| 8.  | One in a Million Text: N. Djafari, T. Gad Musik: Mute8                                              | 3:31  |
| 9.  | Do It all Over Text: J. Perrson, N. Molinder, P. Ankarberg, M. Morgan Musik: Twin                   | 3:23  |
| 10. | Better for You Text: R. Vertenley, G. Chambers Musik: Mute8                                         | 3:24  |
| 11. | All Eyes on You Text: J. Persson, N. Molinder, P. Ankarberg, C. Martin Musik: Twin                  | 3:09  |
| 12. | Trusted Text: M. Jaimes, R. Ribbons, D. Saxon Musik: Mute8                                          | 3:13  |
| 13. | Help Me Let Go Text: P. Sheyne, S. Hosein, D. Deviller Musik: Pam Sheyne, Nigel Rush                | 3:54  |

## Produktion
Die Songs wurden von Justin Broad, Niclas Flyckt, Gothenburg, Jeo, Toby Lindell und Nigel Rush gemischt. Die Gitarren wurden von Mathias Gamej, Clas Oloffson und Marc Sutton eingespielt. Die Keyboardklänge stammen von Twin; das Bass von Anders Matthison und Joacim Persson. Das Piano wurde von Nigel Rush eingespielt. Alle Schlagzeugklänge stammen von Joje Lindskoog. Produziert wurde das Album vom Produktionsteam Mute8 und Twin, mit Unterstützung von S. Kula, Pete „Boxsta“ Martin, Nigel Rush und Pam Sheyne. Die Fotos des Booklets erstellten David Cuenca und Frank Zauritz.

## Chartplatzierungen

### Album
| ChartsChartplatzierungen | Höchstplatzierung | Wochen |
| ------------------------ | ----------------- | ------ |
| Deutschland (GfK)        | 13 (5 Wo.)        | 5      |
| Österreich (Ö3)          | 73 (1 Wo.)        | 1      |
| Schweiz (IFPI)           | 91 (2 Wo.)        | 2      |

### Singles
| Jahr | Titel Album      | Höchstplatzierung, Gesamtwochen, AuszeichnungChartplatzierungen (Jahr, Titel, Album, Platzierungen, Wochen, Auszeichnungen, Anmerkungen) | Höchstplatzierung, Gesamtwochen, AuszeichnungChartplatzierungen (Jahr, Titel, Album, Platzierungen, Wochen, Auszeichnungen, Anmerkungen) | Höchstplatzierung, Gesamtwochen, AuszeichnungChartplatzierungen (Jahr, Titel, Album, Platzierungen, Wochen, Auszeichnungen, Anmerkungen) | Anmerkungen                                            |
| Jahr | Titel Album      | DE | AT | CH | Anmerkungen                                            |
| ---- | ---------------- | --- | --- | --- | ------------------------------------------------------ |
| 2004 | Unnatural Blonde | DE8 (9 Wo.)DE | AT29 (7 Wo.)AT | CH41 (2 Wo.)CH | Erstveröffentlichung: 21. Mai 2004                     |
| 2004 | Tell Me          | DE10 (9 Wo.)DE | AT34 (6 Wo.)AT | CH46 (5 Wo.)CH | Erstveröffentlichung: 23. August 2004                  |
| 2005 | Unexpected       | DE29 (5 Wo.)DE | AT52 (3 Wo.)AT | — | Erstveröffentlichung: 6. Februar 2005 feat. Manuellsen |

## Rezeption
laut.de kritisiert das Debütlied Unnatural Blonde, … da es «überhaupt nichts Individuelles» hat. Außerdem würden «viele Überraschungen angesichts der vielen Happy-Happy-Sunshine-Akkorde nicht auf den Hörer zukommen.» Im Album wird «nach dem Schema F immer eine Ballade mit einem poppigeren Song» abgewechselt.